# KLF14
KLF14 (англ. Krueppel-like factor 14) – білок, який кодується однойменним геном, розташованим у людей на короткому плечі 7-ї хромосоми. Довжина поліпептидного ланцюга білка становить 323 амінокислот, а молекулярна маса — 33 124.
| 10         |  | 20         |  | 30         |  | 40         |  | 50         |
| ---------- |  | ---------- |  | ---------- |  | ---------- |  | ---------- |
| MSAAVACLDY |  | FAAECLVSMS |  | AGAVVHRRPP |  | DPEGAGGAAG |  | SEVGAAHPES |
| ALPGPGPSGP |  | ASVPQLPQVP |  | APSPGAGGAA |  | PHLLAASVWA |  | DLRGSSGEGS |
| WENSGEAPRA |  | SSGFSDPIPC |  | SVQTPCSELA |  | PASGAAAVCA |  | PESSSDAPAV |
| PSAPAAPGAP |  | AASGGFSGGA |  | LGAGPAPAAD |  | QAPRRRSVTP |  | AAKRHQCPFP |
| GCTKAYYKSS |  | HLKSHQRTHT |  | GERPFSCDWL |  | DCDKKFTRSD |  | ELARHYRTHT |
| GEKRFSCPLC |  | PKQFSRSDHL |  | TKHARRHPTY |  | HPDMIEYRGR |  | RRTPRIDPPL |
| TSEVESSASG |  | SGPGPAPSFT |  | TCL        |  |            |  |            |

A: Аланін

C: Цистеїн

D: Аспарагінова кислота

E: Глутамінова кислота

F: Фенілаланін

G: Гліцин

H: Гістидин

I: Ізолейцин

K: Лізин

L: Лейцин

M: Метіонін

N: Аспарагін

P: Пролін

Q: Глутамін

R: Аргінін

S: Серин

T: Треонін

V: Валін

W: Триптофан

Задіяний у таких біологічних процесах, як транскрипція, регуляція транскрипції. 
Білок має сайт для зв'язування з іонами металів, іоном цинку, ДНК. 
Локалізований у ядрі.